# جون س. نوكس
جون س. نوكس (بالإنجليزية: John C. Knox)‏ هو قاضي ومحامي أمريكي، ولد في 13 أكتوبر 1881، وتوفي في 23 أغسطس 1966.